# Litigio climático

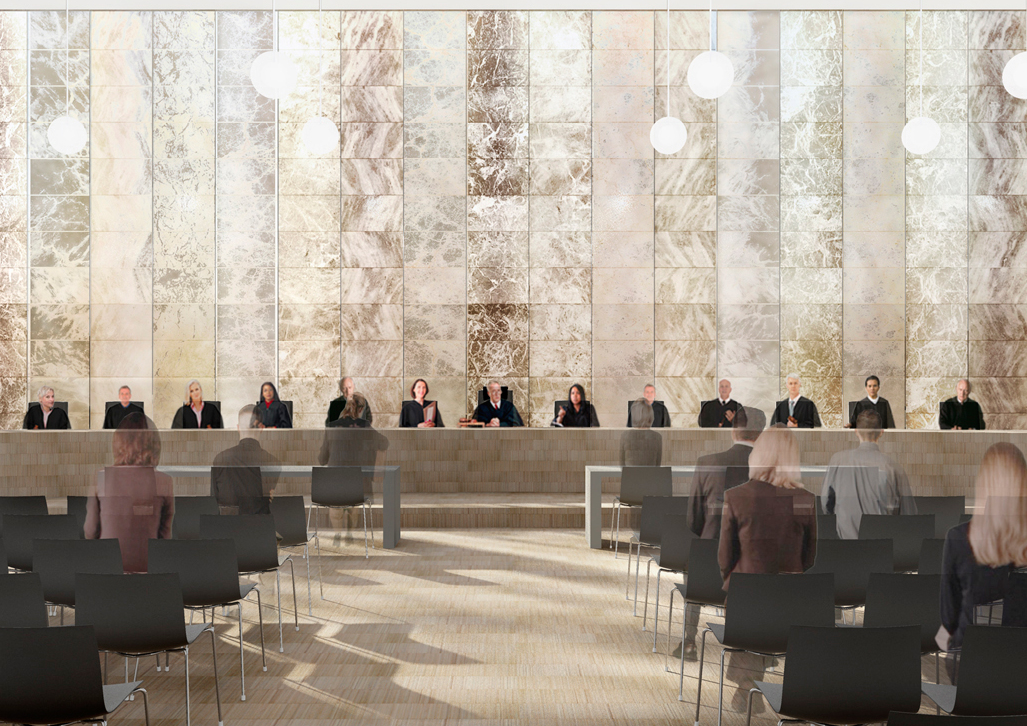
En 2019, la Corte Suprema de los Países Bajos confirmó que el gobierno debe reducir las emisiones de dióxido de carbono, ya que el cambio climático amenaza la salud humana.

El litigio climático, o litigio por el cambio climático, es un cuerpo emergente del derecho ambiental que utiliza la práctica legal y los precedentes para promover los esfuerzos por mitigar el cambio climático de instituciones públicas, como gobiernos y empresas. Ante la lentitud de las políticas sobre cambio climático (retrasando la mitigación del cambio climático) los activistas y abogados han aumentado sus esfuerzos para utilizar los sistemas judiciales nacionales e internacionales para avanzar en el esfuerzo.
Desde principios de la década de 2000, los marcos legales para combatir el cambio climático han estado cada vez más disponibles a través de la legislación, y un cuerpo cada vez mayor de casos judiciales ha desarrollado un cuerpo legal internacional que conecta la acción climática con los desafíos legales, relacionados con el derecho constitucional, el derecho administrativo y el derecho privado., ley de protección al consumidor o derechos humanos.
 Muchos de los casos y enfoques exitosos se han centrado en promover las necesidades de la justicia climática y el movimiento climático juvenil.
Después de la sentencia de 2019 en Estado de los Países Bajos contra la Fundación Urgenda, que otorgó requisitos vinculantes para que el estado de los Países Bajos abordara el cambio climático, provocó una tendencia creciente de casos exitosos de activistas en los tribunales del mundo. 2019 se registró un fuerte aumento de las acciones y, en febrero de 2020, Norton Rose Fulbright publicó un análisis que identificó más de 1400 casos en 33 países.
 A principios de 2020, la mayoría de los casos pendientes estaba en los Estados Unidos, donde hay más de 1000 casos.

## Tipos de acción
El litigio climático generalmente involucra uno de los cinco tipos de reclamos legales:

- Derecho constitucional: se centra en las violaciones de los derechos constitucionales por parte del estado.
- Derecho administrativo: impugnar los méritos de la toma de decisiones administrativas basadas en las leyes escritas vigentes, como la concesión de permisos para proyectos de altas emisiones.
- Derecho privado: impugnar a empresas u otras organizaciones por negligencia, molestia, traspaso, confianza pública y enriquecimiento injusto.
- Fraude o protección al consumidor: por lo general, impugnar a las empresas por tergiversar información sobre los impactos climáticos.
- Derechos humanos: alegando que no actuar sobre el cambio climático falla en proteger los derechos humanos

## Por país

### Australia
En febrero de 2020, Australia tenía el segundo mayor número de casos pendientes en el mundo, con casi 200 casos.

### República de Irlanda
En julio de 2020, Friends of the Irish Environment ganó un caso histórico contra el gobierno irlandés por no tomar las medidas necesarias para abordar la crisis climática y ecológica.
 La Corte Suprema de Irlanda dictaminó que el Plan Nacional de Mitigación de 2017 del gobierno irlandés era inadecuado, y especificó que no proporcionaba suficientes detalles sobre cómo reduciría las emisiones de gases de efecto invernadero.

### España
En 2020, Ecologistas en Acción, Oxfam-Intermón y Greenpeace demandaron al Gobierno de España por no haber aprobado un Plan Nacional Integrado de Energía y Clima (PNIEC) a finales de 2019, en cumplimiento de la normativa europea que obliga a todos los Estados de la Unión Europea. El 17 de junio de 2021, las organizaciones ecologistas presentaron un nuevo recurso contra el Plan Nacional Integrado de Energía y Clima ya formalmente aprobado, en previsión de que el Tribunal accediera a la pretensión de la Abogacía del Estado de cerrar el procedimiento judicial inicialmente presentado por Greenpeace, Oxfam y Ecologistas en Acción. El segundo recurso, al que se han sumado como demandantes Juventud por el Clima-Fridays for Future y la Coordinadora de Organizaciones para el Desarrollo, está basado, igualmente, en la escasa ambición del plan en su previsión de reducción de emisiones de gases de efecto invernadero para 2030, que es sólo del 23 %, muy lejos del 55 % que sería necesario para tener alguna posibilidad de no superar el 1,5 °C de temperatura global y cumplir así sus compromisos climáticos internacionales. El caso sigue pendiente de fallo y ha adoptado el nombre de "Juicio por el Clima"

### Países Bajos
Los Países Bajos se habían comprometido a reducir sus emisiones de dióxido de carbono desde los niveles de 1990 en un 49% para 2030 con varios objetivos intermedios. Sin embargo, la Agencia de Evaluación Ambiental de los Países Bajos determinó que el país estaría perdiendo sus objetivos para 2020.

En 2012, el abogado holandés Roger Cox dio la idea de una intervención judicial para forzar acciones contra el cambio climático. En 2013, la Fundación Urgenda, con 900 codemandantes, ha presentado una demanda contra el Gobierno de los Países Bajos "por no tomar las medidas suficientes para reducir las emisiones de gases de efecto invernadero que provocan un peligroso cambio climático".
En 2015, el Tribunal de Distrito de La Haya dictaminó que el gobierno de los Países Bajos debe hacer más para reducir las emisiones de gases de efecto invernadero, para proteger a sus ciudadanos del cambio climático (caso climático Urgenda). Se describió como un "juicio que sienta un precedente" y como el "primer juicio de responsabilidad climática del mundo".
Según James Thornton, director ejecutivo de Client Earth, "Lo más notable es que se basa en esencia en la ciencia establecida y en el antiguo principio del deber de cuidado de un gobierno. Ese razonamiento es aplicable en cualquier sistema legal y ciertamente será utilizado por tribunales de otros países ". En 2018, un tribunal de apelaciones de La Haya confirmó la sentencia que sentó un precedente que obliga al gobierno holandés a intensificar sus esfuerzos para frenar las emisiones de gases de efecto invernadero en los Países Bajos.
En diciembre de 2019, el Tribunal Supremo de los Países Bajos confirmó el fallo en apelación. Por lo tanto, afirma que el gobierno debe reducir las emisiones de dióxido de carbono en un 25% respecto de los niveles de 1990 para fines de 2020, sobre la base de que el cambio climático representa un riesgo para la salud humana.

### Reino Unido
En diciembre de 2020, tres ciudadanos británicos, Marina Tricks, Adetola Onamade, Jerry Amokwandoh, y la organización benéfica de litigios climáticos Plan B, anunciaron que estaban tomando acciones legales contra el gobierno del Reino Unido por no tomar las medidas suficientes para abordar la crisis climática y ecológica. Los demandantes anunciaron que alegarán que el financiamiento continuo del gobierno de combustibles fósiles tanto en el Reino Unido como en otros países constituye una violación de sus derechos a la vida y a la vida familiar, además de violar el Acuerdo de París y la Ley de Cambio Climático del Reino Unido de 2008.

### Estados Unidos

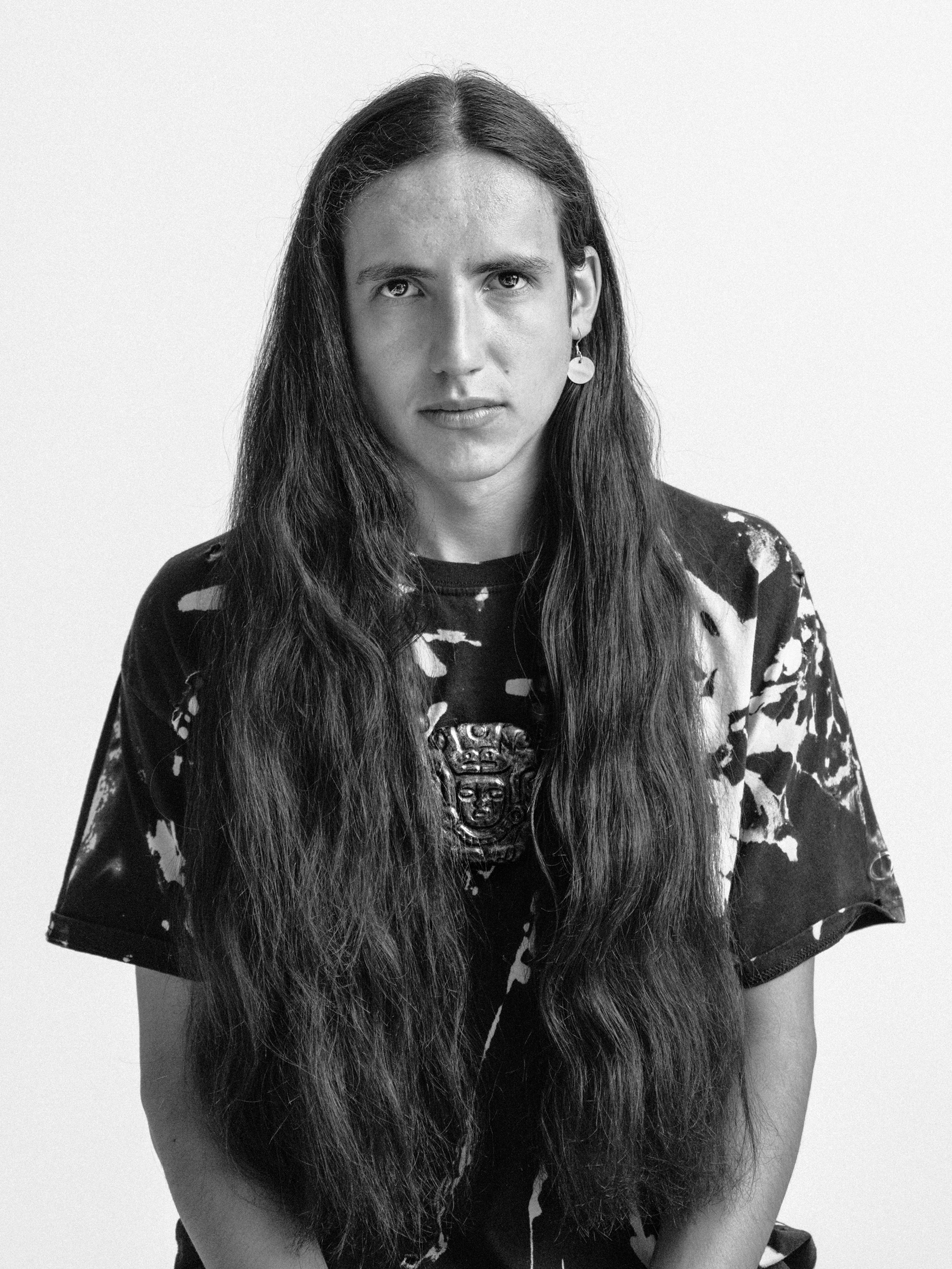
Xiuhtezcatl Martinez fue un querellante en Juliana v. Estados Unidos y en el caso de Martínez v. Comisión de Conservación de Petróleo y Gas de Colorado.

En febrero de 2020, Estados Unidos tenía la mayoría de los casos pendientes con más de 1000 en su sistema judicial. Los ejemplos incluyen Connecticut contra ExxonMobil Corp. y Massachusetts contra la Agencia de Protección Ambiental (EPA, por sus siglas en inglés).

#### Massachusetts contra EPA
Uno de los primeros casos de litigio histórico sobre cambio climático fue Massachusetts contra la Agencia de Protección Ambiental, decidido por la Corte Suprema de los Estados Unidos en 2007. La demanda fue presentada por varios estados estadounidenses contra la Agencia de Protección Ambiental (EPA) después de que la EPA se negó a regular el dióxido de carbono y otras emisiones de gases de efecto invernadero como parte de su deber bajo la Ley de Aire Limpio (CAA) en 2003. La EPA había argumentado que su autoridad bajo la Ley de Aire Limpio era regular los "contaminantes del aire", a los que, según ellos, no se incluían el dióxido de carbono y otros gases de efecto invernadero, por lo que no podía aplicar las regulaciones. Los estados, como Massachusetts, argumentaron que estas emisiones podrían provocar daños relacionados con el cambio climático en sus estados, como el aumento de los niveles de los océanos y, por lo tanto, estas emisiones deberían considerarse dañinas según la CAA y dentro de la capacidad de regulación de la EPA. Si bien la EPA inicialmente ganó en la Corte de Apelaciones, la Corte Suprema, en una decisión de 5-4, estuvo de acuerdo con los estados en que se había demostrado que el dióxido de carbono y otros gases de efecto invernadero eran dañinos y requirió que la EPA los regulara.

#### Juliana contra Estados Unidos
En 2015, varios jóvenes estadounidenses, representados por Our Children's Trust, presentaron una demanda contra el gobierno de los Estados Unidos en 2015, alegando que sus vidas futuras se verían perjudicadas debido a la inactividad del gobierno para mitigar el cambio climático. Si bien los tribunales habían presentado demandas similares y las habían desestimado por numerosas razones, Juliana contra Estados Unidos ganó terreno cuando una jueza de distrito, Ann Aiken, dictaminó que el caso tenía mérito para continuar y que "un sistema climático capaz de sustentar la vida humana" era un derecho fundamental según la Constitución de los Estados Unidos. Desde entonces, el gobierno de Estados Unidos ha intentado desestimar el caso a través de varias impugnaciones a las conclusiones de Aiken, pero sigue pendiente de acciones judiciales.

### Tribunal Europeo de Derechos Humanos
En septiembre de 2019, un grupo de seis niños y adultos jóvenes de Portugal presentó una demanda ante el Tribunal Europeo de Derechos Humanos. Con el apoyo de la ONG británica Global Legal Action Network (GLAN), argumentan que se necesita una acción climática más dura para salvaguardar su futuro bienestar físico y mental. El tribunal pidió a 33 gobiernos europeos que explicaran antes de febrero de 2021 si su incapacidad para abordar el calentamiento global viola el artículo 3 del Convenio Europeo de Derechos Humanos.

### Otros
Después del fallo histórico de los Países Bajos en 2015, grupos en otros países intentaron el mismo enfoque judicial. Por ejemplo, grupos acudieron a los tribunales para proteger a las personas del cambio climático en Bélgica, India, Nueva Zelanda, Noruega, Sudáfrica, Suiza y Estados Unidos.
En 2018, diez familias de países europeos, Kenia y Fiyi presentaron una demanda contra la Unión Europea por las amenazas contra sus hogares causadas por las emisiones de gases de efecto invernadero de la UE.
Un grupo de niños en Colombia demandó al gobierno para proteger la Amazonía de la deforestación debido a la contribución de la deforestación al cambio climático. En 2018, la Corte Suprema dictaminó que la selva colombiana era una "entidad sujeta de derechos" que requería protección y restauración.
En 2020, un caso judicial administrativo en Francia requirió que la administración de Macron revisara sus políticas para abordar el cambio climático y asegurarse de que fueran lo suficientemente importantes como para cumplir con los compromisos del Acuerdo de París.

## Por tipo de acción

### Entre gobiernos y empresas
En los Estados Unidos, Friends of the Earth, Greenpeace junto con las ciudades de Boulder, Arcata y Oakland ganaron contra el Export-Import Bank de los Estados Unidos y la Overseas Private Investment Corporation (empresas estatales del gobierno de los Estados Unidos), que fueron acusados de financiar proyectos de combustibles fósiles perjudiciales para un clima estable, en violación de la Ley Nacional de Política Ambiental (caso presentado en 2002 y resuelto en 2009).
En 2016, un organismo gubernamental de Filipinas (la Comisión de Derechos Humanos) inició una investigación oficial sobre el cambio climático contra 47 de los mayores productores de carbono del mundo. En 2019 se determinó que las empresas relacionadas con los combustibles fósiles tienen la obligación legal de actuar contra el cambio climático y pueden ser responsables de los daños.
En 2017, Saúl Luciano Lliuya demandó a RWE para proteger su ciudad natal de Huaraz, debido al riesgo de desbordamiento por el crecimiento de un lago glaciar.
En 2017, San Francisco, Oakland y otras comunidades costeras de California demandaron a múltiples compañías de combustibles fósiles por el aumento del nivel del mar.
En 2018, la ciudad de Nueva York anunció que llevará cinco empresas de combustibles fósiles (BP, ExxonMobil, Chevron, ConocoPhillips y Shell) a un tribunal federal debido a su contribución al cambio climático (que ya está sufriendo la ciudad).
En 2020, Charleston, de Carolina del Sur (EE. UU.) siguió una estrategia similar.